# Dolina Miłosierdzia

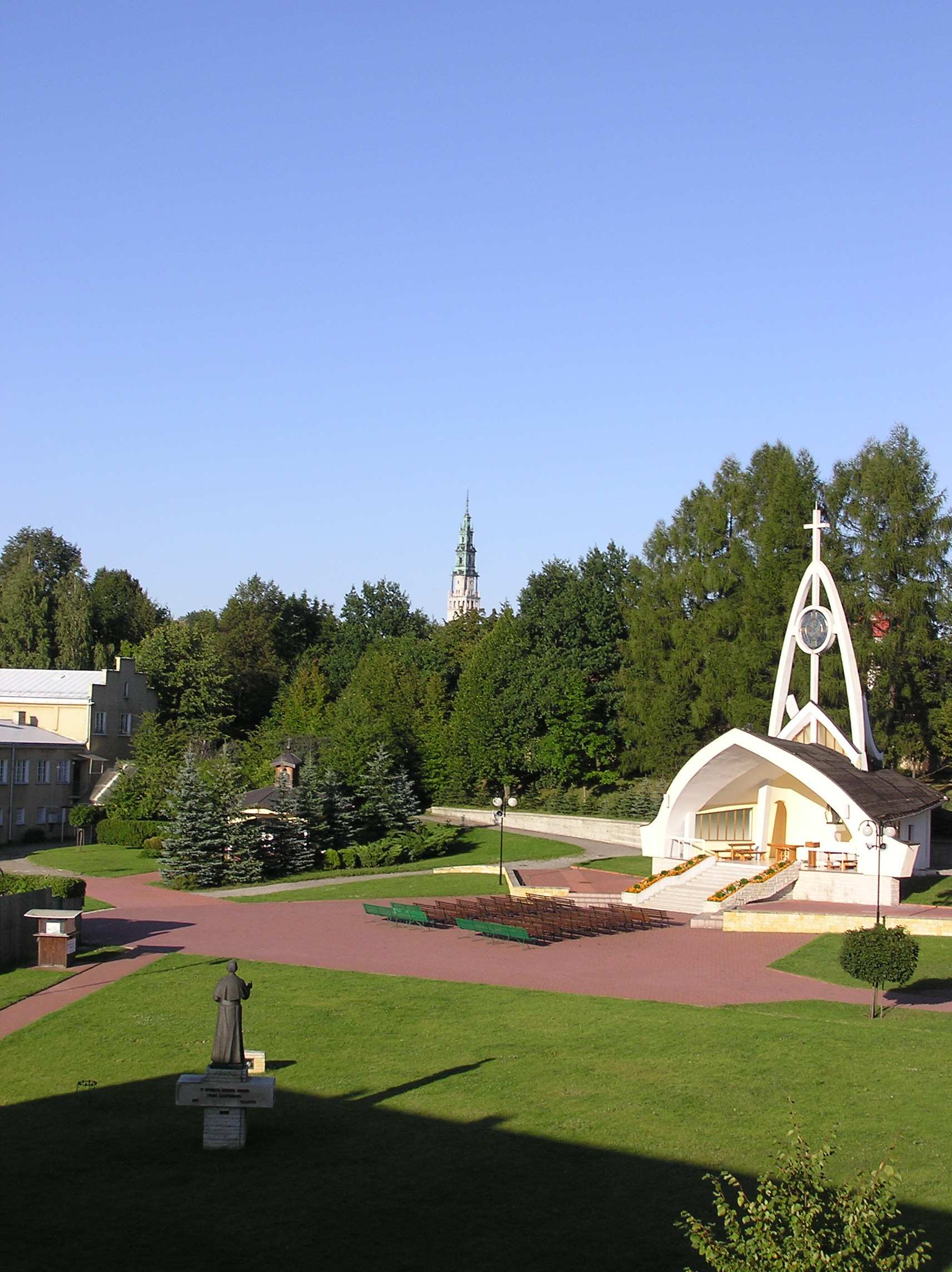
Kaplica polowa w Dolinie Miłosierdzia

Dolina Miłosierdzia Bożego – katolickie sanktuarium Miłosierdzia Bożego oraz parafia pod tym samym wezwaniem w Częstochowie, prowadzone przez pallotynów. Przy sanktuarium działa parafia Miłosierdzia Bożego.

## Historia
Dolina Miłosierdzia jest usytuowana u zachodnich podnóży Jasnej Góry. W 1947 księża pallotyni, którzy przejęli opiekę nad tym miejscem, rozpoczęli na miejscu starej cegielni budowę domu i kaplicy, w której głównym ołtarzu umieszczono w 1952 obraz Jezusa Miłosiernego namalowany przez Adolfa Hyłę według wizji św. Faustyny. Zabudowania te poświęcił w 1949 bp Teodor Kubina.
W 1965 r. kaplicę nawiedził Prymas Polski kardynał Stefan Wyszyński. W 1992 r. kaplica otrzymała status archidiecezjalnego sanktuarium Miłosierdzia Bożego.
W 1994 r. Prymas Polski kardynał Józef Glemp i ksiądz José de Jesús González Hernandez z Meksyku poświęcili kaplicę polową oraz figurę Jezusa Miłosiernego. Figura jest darem Kościoła z Meksyku dla Kościoła w Polsce. We wrześniu 1996 r. biskup Antoni Długosz wprowadził do kaplicy relikwie Krzyża Świętego, przywiezione z Ziemi Świętej. Od 2012 r. kaplica posiada także relikwie św. Jana Pawła II.
W lipcu 2000 r. rozpoczęto budowę nowej świątyni, w 2018 r. wnętrze pokryto mozaikami. Kamień węgielny pod budowę świątyni poświęcił 19 czerwca 1983 r. na Jasnej Górze papież Jan Paweł II, podczas podróży apostolskiej do Polski.

Galeria
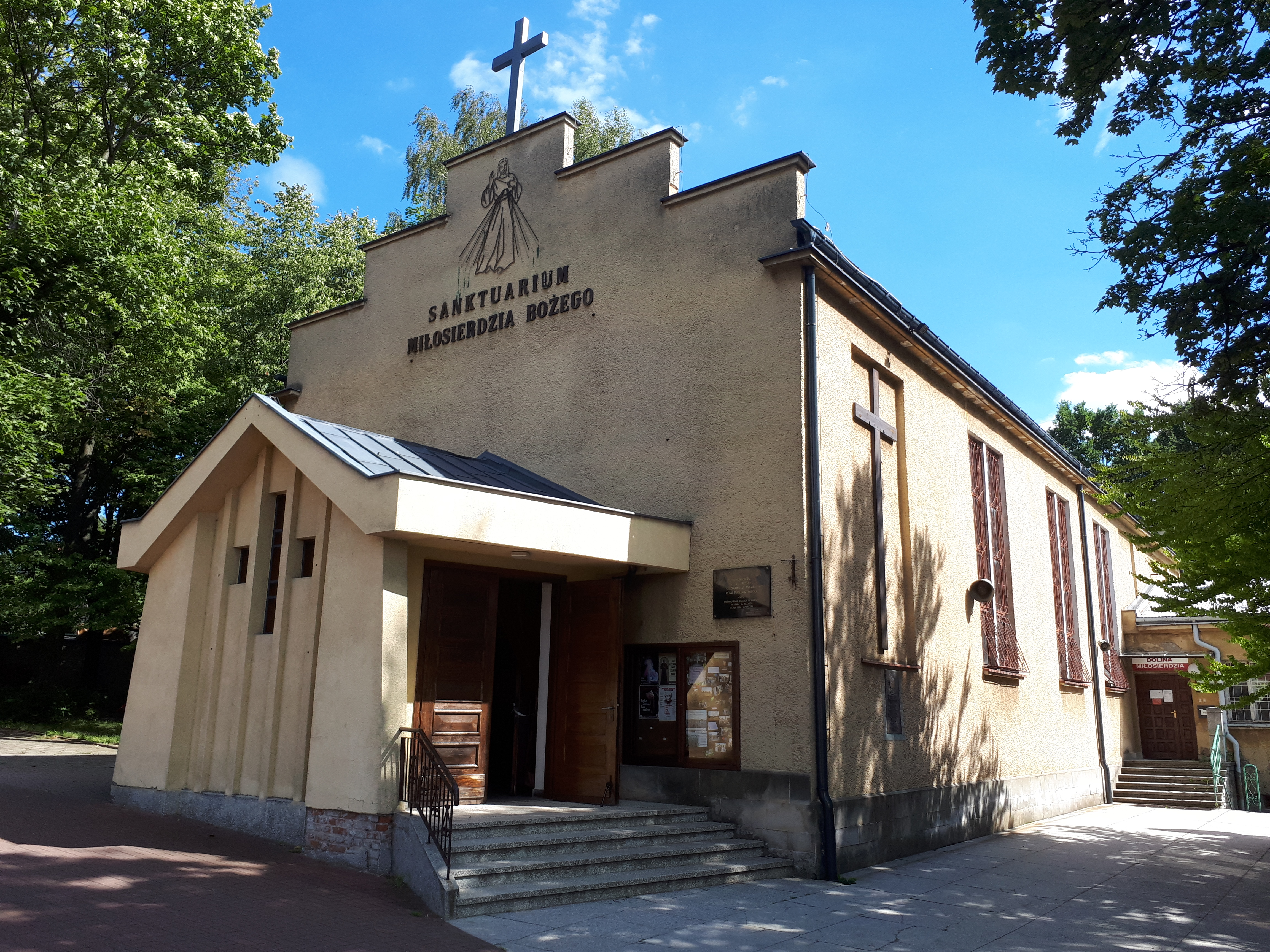
Kaplica Miłosierdzia Bożego
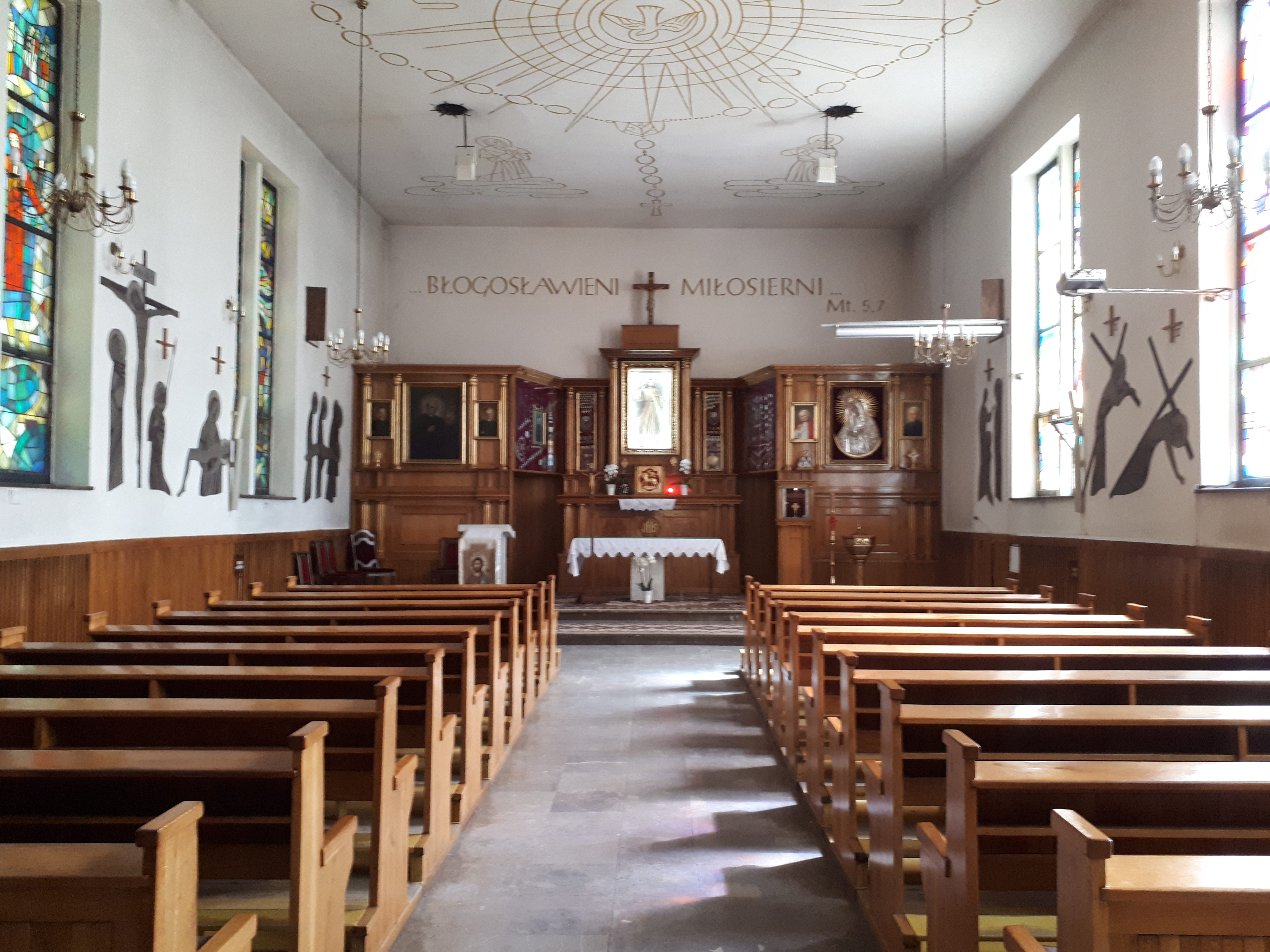
Wnętrze kaplicy
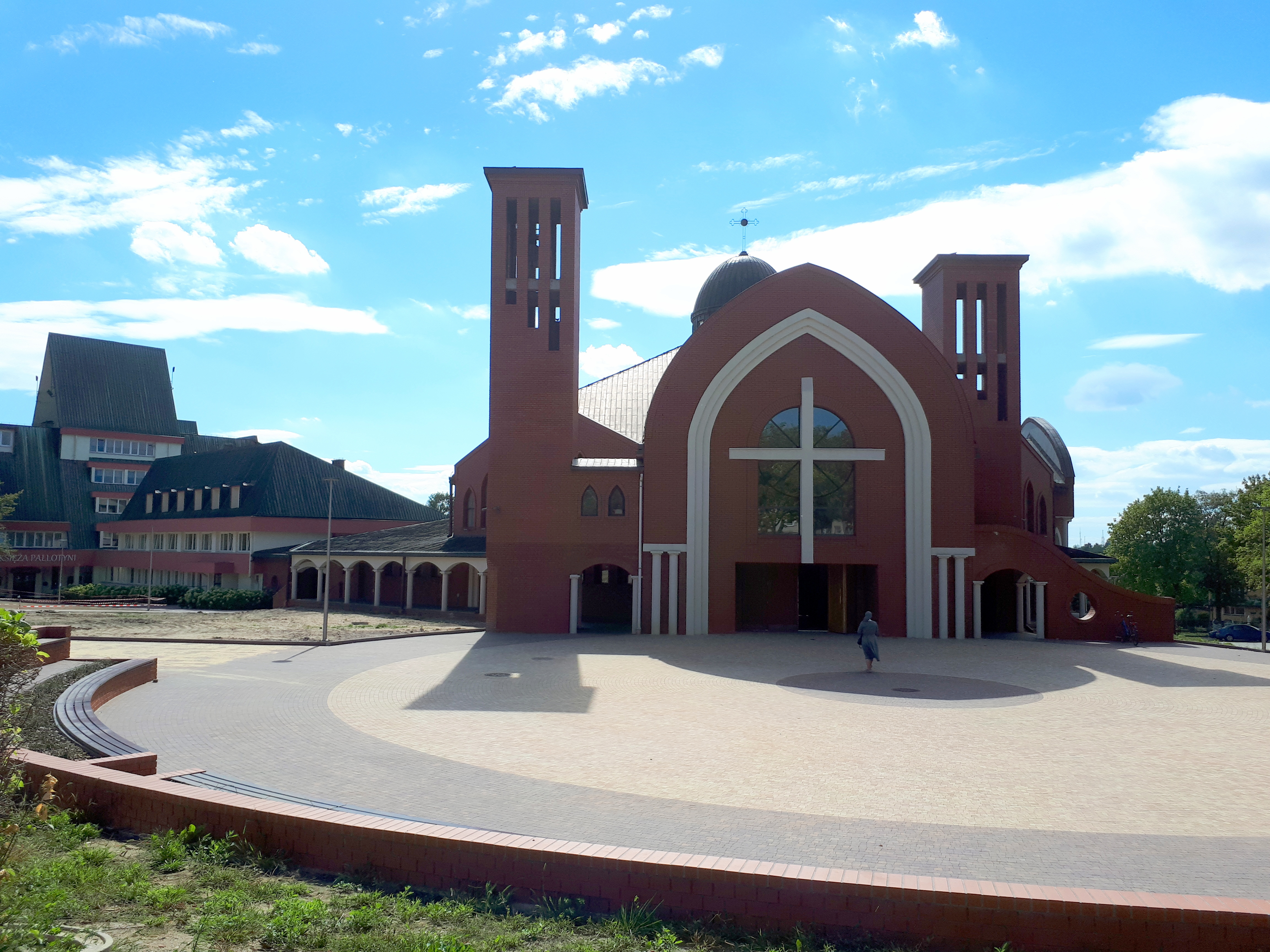
Kościół Miłosierdzia Bożego i klasztor pallotynów
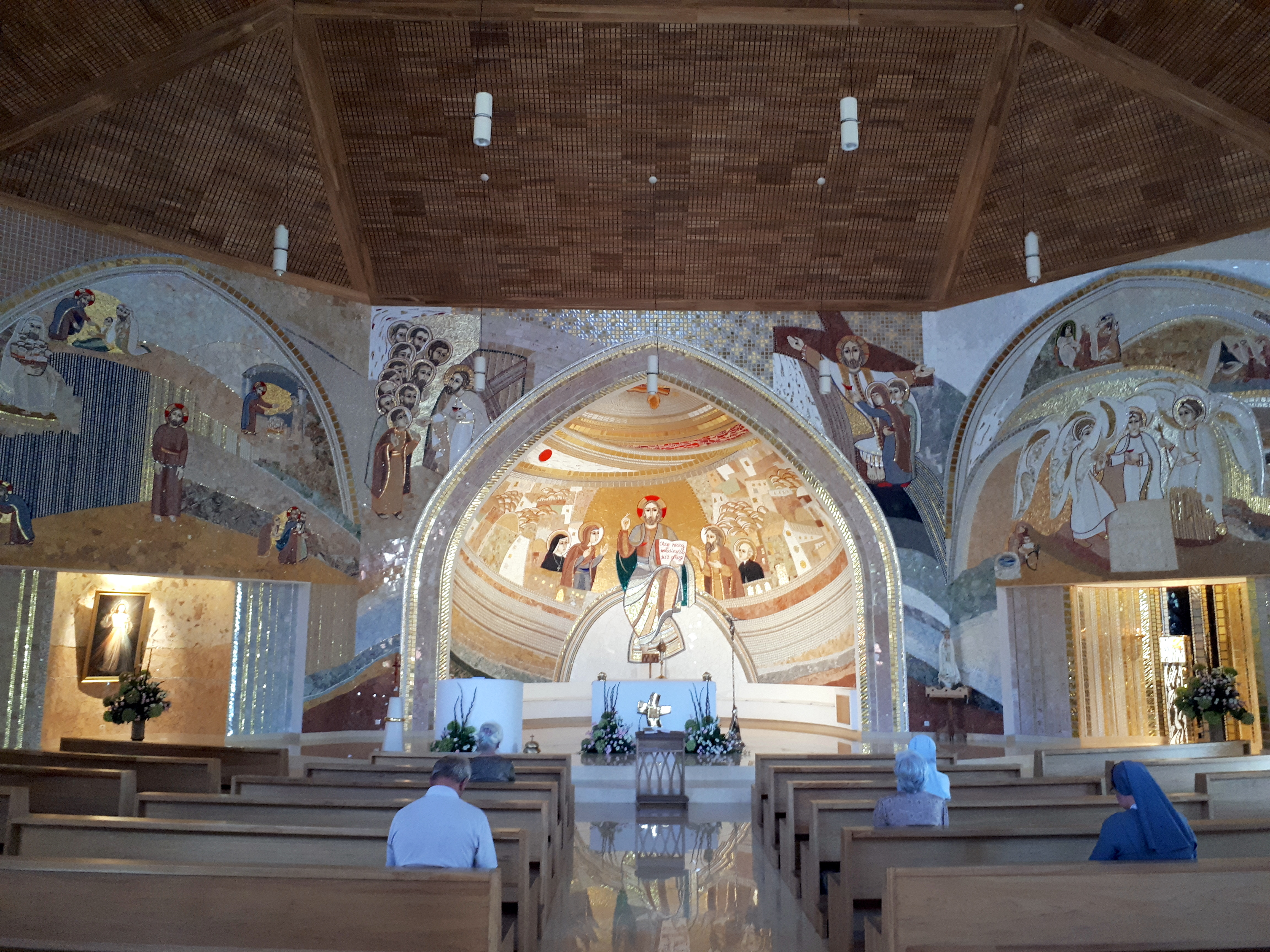
Wnętrze kościoła